# Atlas de Colombia
El Atlas de Colombia, Es una obra del Instituto Geográfico Agustín Codazzi, la cual se publica desde el año 1967. Se trata del atlas oficial de la república de Colombia y en consecuencia la fuente más autorizada de geografía colombiana. El texto cuenta con una diversidad de temas entre los resaltan: territorios actuales de comunidades indígenas y afrocolombianas, epicentrísmo económico y organización funcional del espacio colombiano, aspectos físicos y poblacionales, estructura demográfica, actividades económicas, diversidad cultural, entre otros temas de interés.